# Hans-Michael Goldmann

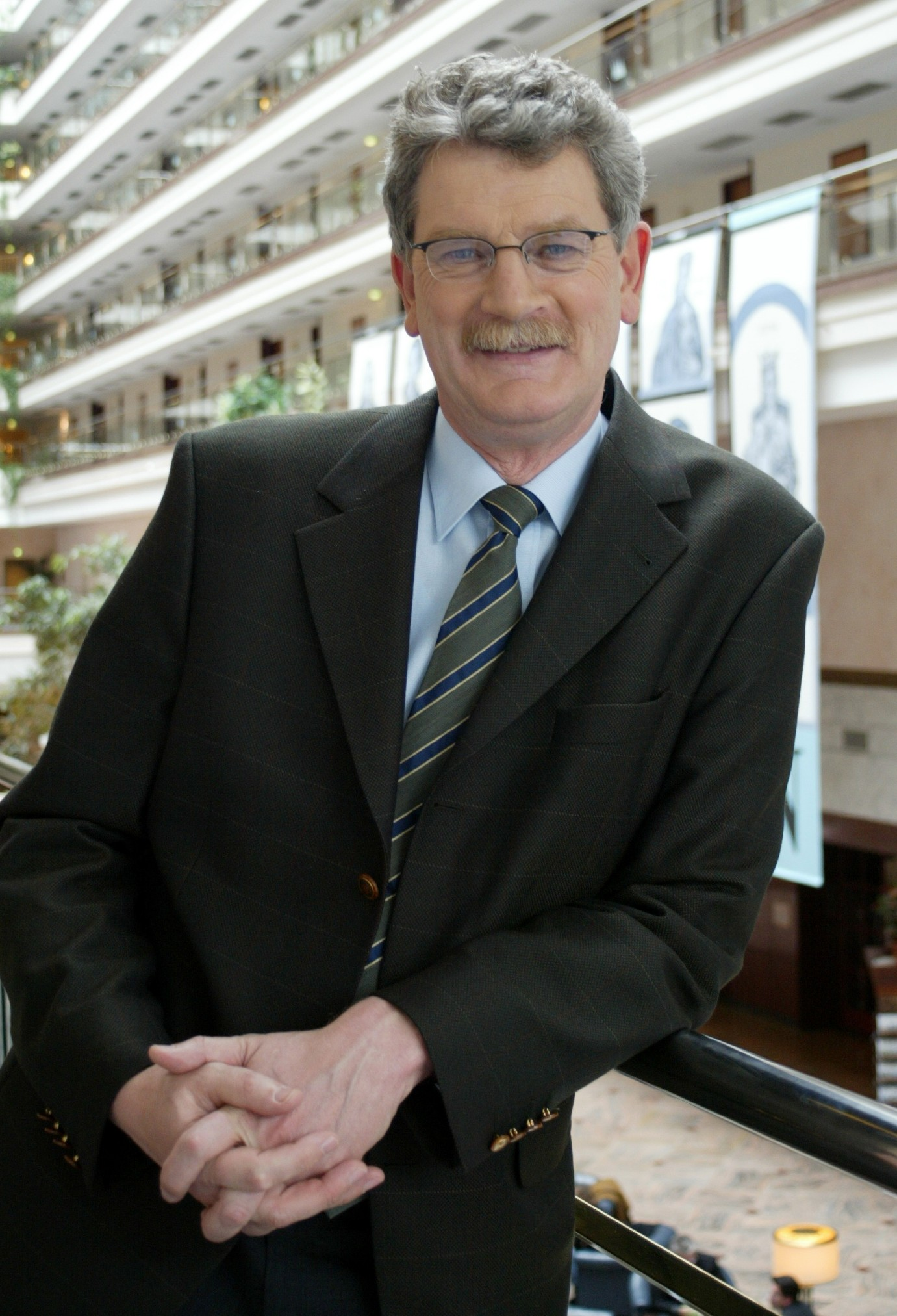
Hans-Michael Goldmann

Hans-Michael Goldmann (* 1. Juli 1946 in Hildesheim; † 17. Mai 2023) war ein deutscher Politiker (FDP).

## Leben und Beruf
Nach dem Besuch der Volksschule in Oldenburg (Oldenburg) und in Rhede (Ems), des Gymnasiums Papenburg, der Höheren Handelsschule Leer (Ostfriesland) und des Wirtschaftsgymnasiums Oldenburg erhielt Hans-Michael Goldmann 1967 das Abitur. An der Tierärztlichen Hochschule Hannover studierte er von 1967 bis 1972 Veterinärmedizin. Er absolvierte eine Sonderausbildung zum Berufsschullehrer. Sein Referendariat für das Lehramt des höheren Dienstes an berufsbildenden Schulen fiel in die Zeit 1973 bis 1974. Er arbeitete in der Folgezeit als Studienrat, Oberstudienrat und Studiendirektor/Fachleiter für Ernährung an den Studienseminaren Leer und Oldenburg. In der Bezirksregierung Weser-Ems war er als Fachberater für Ernährung tätig. Er war zudem Mitinhaber eines Einzelhandelsgeschäfts.
Hans-Michael Goldmann war verheiratet und hatte drei Kinder. Er starb im Mai 2023 im Alter von 76 Jahren.

## Politik
Goldmann trat 1984 der FDP bei. Im Jahr 1982 wurde er Mitglied des Ortsrates sowie Ortsbürgermeister von Aschendorf. Ferner zog er 1982 als Ratsherr der Stadt Papenburg in den Stadtrat ein. Seit 1982 Kreistagsabgeordneter des Landkreises Emsland, Mitglied des Kreisausschusses. Er war vom 21. Juni 1990 bis 20. Juni 1994 Mitglied des Niedersächsischen Landtages in der 12. Wahlperiode und wurde dort zum Vorsitzenden des Ausschusses für öffentliches Dienstrecht gewählt. Im Jahr 1998 führte er die niedersächsische FDP als Spitzenkandidat an, die mit 4,9 % nur knapp am Einzug in den Landtag scheiterte. Er war stellvertretender Bürgermeister und Ratsherr der Stadt Papenburg und Kreistagsmitglied im Landkreis Emsland. Von 2005 bis 2008 war Goldmann Mitglied im Zentralkomitee der deutschen Katholiken.
Goldmann war seit dem 26. Oktober 1998 Mitglied des Deutschen Bundestages. Er war Mitglied im Ausschuss für Ernährung, Landwirtschaft und Verbraucherschutz und am 12. November 2009 wurde er für die 17. Legislaturperiode zum Vorsitzenden dieses Ausschusses ernannt. Er ist stets über die Landesliste Niedersachsen in den Deutschen Bundestag eingezogen. Mit dem Scheitern der FDP an der Fünf-Prozent-Hürde bei den Bundestagswahlen 2013 verlor auch Goldmann sein Bundestagsmandat.
In der 16. Legislaturperiode war Hans-Michael Goldmann Sprecher der FDP-Bundestagsfraktion für Ernährung und Landwirtschaft, für Schifffahrt und Häfen und für Kirchenpolitik.  Bis 2009 war er Vorsitzender der niedersächsischen Landesgruppe der FDP.

## Ehrungen
2009 wurde Hans-Michael Goldmann mit dem Bundesverdienstkreuz (am Bande) ausgezeichnet.